# Calavino
Calavino település Olaszországban, Trento megyében. Lakosainak száma 1544 fő (2015). Calavino Dro, Lasino, Lomaso, Padergnone, San Lorenzo in Banale, Trento és Vezzano községekkel határos.

## Népesség
A település népességének változása:

| 2015 | 1 544 |